# Bactrocera lineata
Bactrocera lineata
 es una especie de díptero que Perkins describió por primera vez en 1939. Bactrocera lineata pertenece al género Bactrocera de la familia Tephritidae.  